# Bahía de Banderas
Bahía de Banderas är en kommun i Mexiko.   Den ligger i delstaten Nayarit, i den centrala delen av landet, 700 km väster om huvudstaden Mexico City.
Följande samhällen finns i Bahía de Banderas:
- San Juan de Abajo
- Bucerías
- Valle de Banderas
- Las Jarretaderas
- Corral del Risco
- Sayulita
- Lo de Marcos
- San Clemente de Lima
- Mezcalitos
- Tondoroque
- Flamingos
- El Guamúchil
- Colonia el Mirador
- Colonia Emilio M. González